# 気管支拡張症
気管支拡張症（きかんしかくちょうしょう、bronchiectasis）とは気管支壁、気管支周囲組織の繊維化により気管支が不可逆的に拡張を起こす疾患。獣医学領域では牛に多く、犬や猫でも発生する。湿性の咳、運動耐性の低下が認められる。慢性気管支炎、無気肺、気管支喘息、肺気腫、アレルギー性気管支炎、また獣医学領域では猫喘息との鑑別が必要。診断には胸部X線撮影が有効である。治療には原因疾患の治療、対症療法を行う。